# LuxAnimation
A LuxAnimation francia animációs társaság, amit Lilian Eche és Ariane Payen alapított 2002-ben. A társaság 2006 óta a MoonScoop Group tulajdona. 2010 júniusában megnyitották a Luxatelier-t, ami a mozihoz és a televízióhoz készítendő audiovizuális projektekre szakosodott. Televíziós sorozatai közé tartoznak a Könyves egerek, a Robotboy, a Rolie, Polie, Olie és a Babar és Badou kalandjai.

## Sorozatok
- Könyves egerek (1992-2005)
- Rolie, Polie, Olie (1998-2005)
- Robotboy (2005-2008)
- Babar és Badou kalandjai (2011-2015)

## Fordítás
Ez a szócikk részben vagy egészben  a   LuxAnimation című angol Wikipédia-szócikk ezen változatának fordításán alapul.  Az eredeti cikk szerkesztőit annak laptörténete sorolja fel. Ez a jelzés csupán a megfogalmazás eredetét és a szerzői jogokat jelzi, nem szolgál a cikkben szereplő információk forrásmegjelöléseként.